# Palazzo del Bufalo alle Fratte
Il Palazzo del Bufalo alle Fratte, noto anche come il Palazzo Del Bufalo Cancellieri, è un palazzo di Roma che si trova in  Largo del Nazareno e lungo via Del Bufalo, nel rione Trevi.

## Storia

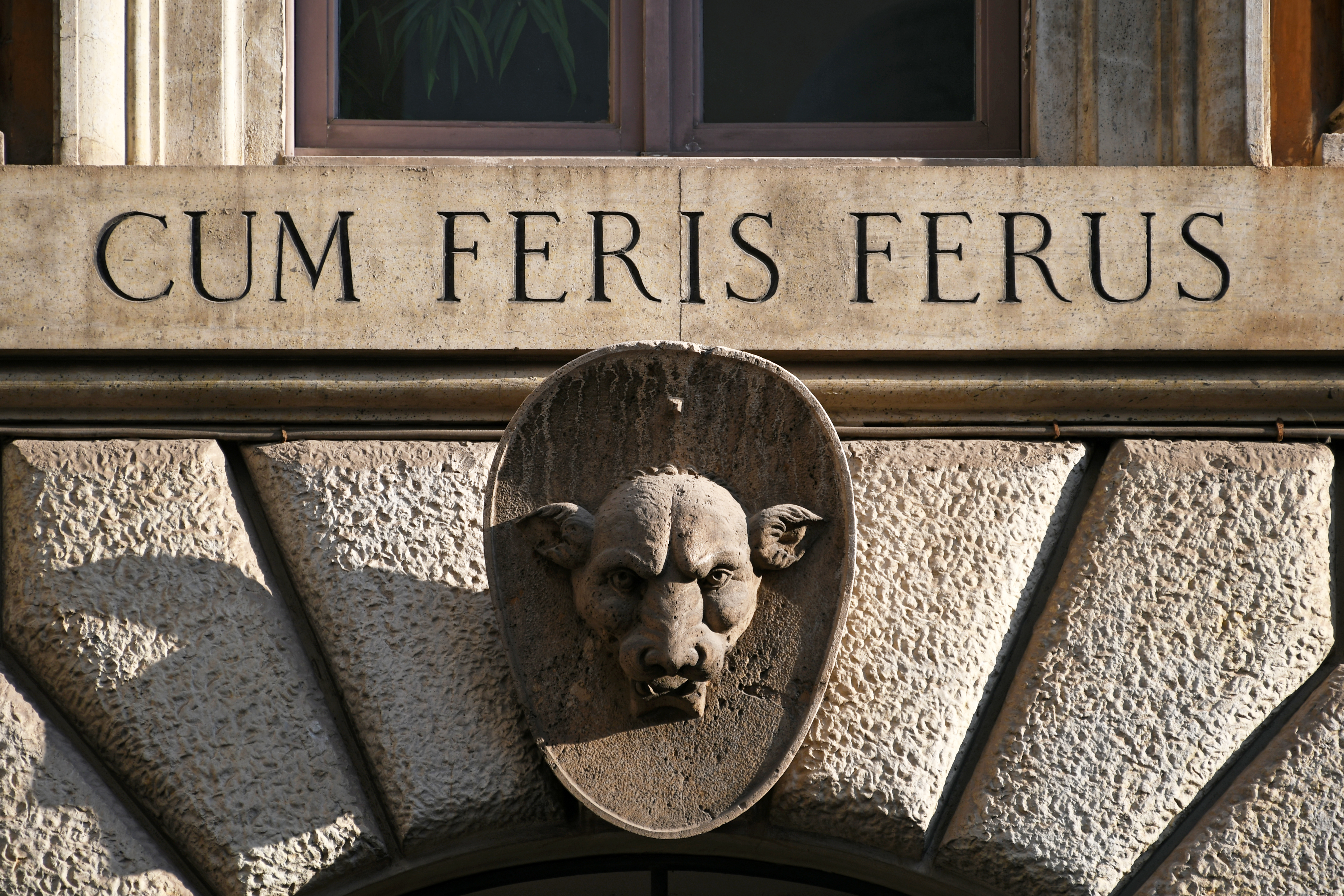
Motto della famiglia del Bufalo sopra un portale del palazzo.

Questo palazzo fu costruito sulla struttura originaria di un edificio cinquecentesco di proprietà della famiglia Ferretti, tra il 1620 e il 1630 dall'architetto Francesco Peparelli su commissione della famiglia del Bufalo.
La famiglia, che già possedeva un altro palazzo in Piazza Colonna e manteneva una cappella nella chiesa di Santa Maria in Via, si impegnò nel rinnovamento urbanistico della zona, come rivela la costruzione di una rete fognaria che, da Piazza Grimana (la moderna Piazza Barberini), trasportava i rifiuti dell'edificio fino al collettore di Via del Corso.
La famiglia del Bufalo acquisì importanza durante il pontificato di Papa Innocenzo X (r. 1644-1655), la cui madre faceva parte della famiglia.

## Descrizione
L'edificio presenta una facciata a due piani con finestre architravate sopra un piano terra dove, insieme ad altre finestre architravate, si apre un portale (al n. 4 di largo del Nazzareno) inquadrato ad arco da grandi bugne rustiche con una testa di bufalo  sulla chiave di volta e un balcone sostenuto da due grandi mensole.
Un altro portale (al nº 3), anch'esso arcuato e bugnato, reca lo stemma di un animale feroce (probabilmente una leonessa) con la scritta "CUM FERIS FERUS" ("feroce con coloro che che sono feroci"). Al di sopra c'è una finestra fiancheggiata da due colonne.

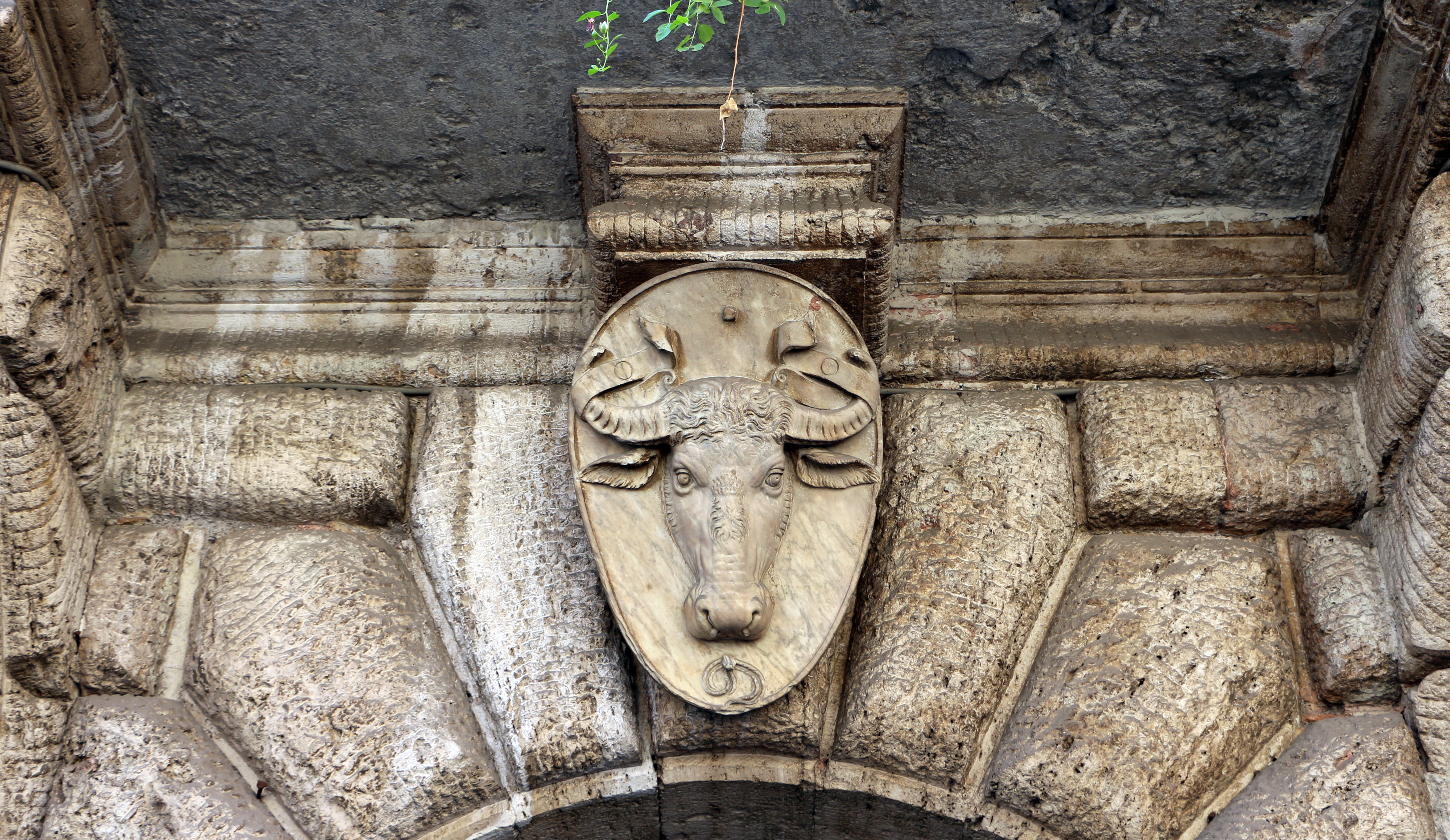
Chiave di volta di uno dei portali, decorata con la testa di bufalo, stemma della famiglia del Bufalo.

Accamto al palazzo si trovava un ninfeo decorato (Casino del Bufalo) che fu demolito per consentire l'allargamento della Via del Tritone.
I suoi affreschi, opera di Polidoro da Caravaggio, furono messi distaccato e restaurati all'inizio del XXI secolo; sono collocati al Museo di Roma.
Un tempo la facciata era decorata con lavori di Polidoro da Caravaggio e Maturino da Firenze, oggi purtroppo perduti.
Fino agli anni '30 il palazzo ospitò due quotidiani, "L'Italia" e "Corriere d'Italia".
Di fronte al palazzo, in Largo del Nazareno, si trova una fontana con lo stemma della famiglia del Bufalo.